# 판매
판매(販賣)는 상품 따위를 팔아서 상품의 소유권을 고객에게 이전하는 것을 말한다. 판매를 사업화한 것을 판매업, 판매를 주도하는 업자를 판매자, 판매업자, 판매업체라고 한다.

## 판매정책
판매정책(sales policy)은 협의의 마케팅 계획을 말하는 것이지만, 판매정책이나 계획은 실무적인 분야가 따로 없으므로 기업의 전체적인 마케팅 정책이나 계획의 기초를 이루는 것이다. 판매정책의 분류에는 ① 대상별로 도매상·소매상·실수요자·소비자 등의 유통기관을 대상으로 하는 정책, ② 상품별로 기존상품·신상품(新商品) 등의 판매정책, 또는 상품종류별 판매정책, ③ 판매 시기별·계절별 요인에 의한 판매정책, ④ 판매지역별 정책, ⑤ 이상 제요인의 종합적 정책 등의 종류가 있다.
판매정책의 내용은 ① 판매가격정책(저가격정책·경쟁가격정책·할인가격정책·특매가격정책 등), ② 신용제공정책(대금결제연장), ③ 지역한정정책, ④ 거래선 한정정책, ⑤ 신판로(新販路)개척정책, ⑥ 중점산품 판매정책, ⑦ 소비자 판매촉진정책 등의 많은 정책이 있다.

## 판매예측
판매예측(sales forecast)이란 기업이 판매계획을 수립하는 데 있어서 장래 일정기간에 달성 가능하다고 생각하는 판매고 또는 판매량을 기업 전체로서 또는 제품계열별로 예측하는 것이다. 예측기간은 보통 1년 이내지만, 3∼5년 내지 10년에 걸치는 것도 있다.
판매예측은 톱 매니지먼트의 중요 사항 계획·통제에 불가결한 자료가 된다. 판매예측의 방법은 여러 가지가 있으나 중요한 것은 다음과 같다. 즉, ① 각 경영부문의 수뇌자가 판단하여 분석하는 방법, ② 판매원의 예측을 종합하는 방법, ③ 최종소비자의 구매의욕·구매상황 등을 조사하는 방법, ④ 추세치 또는 상관관계의 분석에 의하는 방법, ⑤ 산업수요(시장수요)로부터 간접적으로 예측하는 방법 등이다.

## 판매계획
판매계획(sales planning)이란 기업경영 계획의 기초가 되는 계획으로서, 장기판매계획은 장기경영 계획의 근간이 되고 단기판매 계획은 영업기간에 있어서 이익계획 달성을 위한 실시계획이다. 판매계획 수립방법에는 세 가지 형태가 있다. ① 판매부문 스태프가 입안하여 최종적으로 세일즈 매니저의 검토를 거쳐 사장이 결재하는 방법, ② 판매 말단기관의 세일즈맨이 실무경험을 토대로 계획을 세우고 세일즈 매니저가 검토 종합하여 결정하는 방법, ③ 상기 2가지 방법을 종합한 방법으로서 양자의 계획을 조정하여 계획을 세우고 최고 경영층의 심의를 거쳐 사장이 결재하는 방법 등이 그것이다. 판매계획의 내용은 다음 사항을 반드시 포함해야 한다. ① 목적을 명기하여 기간에 있어서의 영업방침에 수반하는 판매경비·판매촉진비 등의 명세를 명확하게 해야 한다. ② 상품별·월별·지역별·판매원별·거래선별로 수량·금액·수익이 계획에 명세화되어야 한다. ③ 계획 입안에 사용된 각종 자료 분석법·활용수법을 분명히 하여 차기계획과 장기계획에 연관할 수 있도록 명시해야 한다.

## 판매방법
상품의 소유권 이동은 보통 매매에 의해 행해지는데, 판매방법은 판매형태와 판매대금의 결제방법으로 이루어진다. 판매형태는 경우에 따라 여러 가지 방법이 취해지는데, 이에는 ① 판매자 점포에서 판매하는 점두판매(店頭販賣：store selling), ② 방문하여 판매하는 방문판매(訪問販賣：house to house selling), ③ 길가 노점에서 판매하는 옥외판매(屋外販賣) 등이 있다. 대금결제방법(代金決濟方法)에 의한 판매방법에는 다음과 같은 것이 있다.
① 현금판매(現金販賣)：상품과 현금을 교환하여 판매하는 방식으로, 위험부담이 없고, 자금회전이 빠르다. ② 신용판매(信用販賣)：상대의 신용에 의해 금융지원 서비스책으로 이루어지는 판매방법으로서 위험부담과 금리부담이 판매가격에 포함된다. ③ 할부판매(割賦販賣)：상품인도시 일부 대금을 받고 잔액은 일정기간에 분할하여 수령하는 판매방식으로, 역시 위험부담과 금리부담이 포함된다. ④ 티켓판매(ticket販賣)：단체·업자가 특별계약을 맺고 일정금액의 티켓을 받아 자유로이 상품을 구입하고 대금은 급료에서 지불하는 방법이다. ⑤ 선금판매(先金販賣)：금융원조의 수단으로 상품대금을 선불하고 상품을 판매하는 방법이다.

## 판매할당
판매할당(sales quota)이란 판매계획의 실시단계로서, 판매부문의 말단조직까지 판매책임액·이익책임액을 할당하는 것을 말한다. 판매할당의 종류에는 기간별·상품별·금액별·수량별·지역별·거래선별·지점별·판매원별로 하는 것이 보통이다. 판매할당에는 판매정책이 명시되고 소요경비의 할당이 동시에 수행되어야 한다.
판매할당의 방법으로서는 ① 판매관리자가 자기 추측에 의해 원시적으로 할당하는 방법, ② 과거 실적만을 기초로 하여 자기 경험으로 할당하는 방법, ③ 판매원으로부터 제출된 판매 견적에 기초하여 할당하는 방법, ④ 컴퓨터를 사용하여 과학적인 분석결과를 기초로 할당하는 방법 등이 있다.

## 판매지역 설정
상품의 판매지역을 설정하기 위하여는 다음과 같은 요건이 있다. (1) 시장의 범위(市場範圍) ― 시장범위를 정하는 주요 요소로는 ① 운임(運賃), ② 수송기관의 상황, ③ 시장의 깊이, ④ 생산능력, ⑤ 금융능력, ⑥ 보관시설, ⑦ 법규에 의한 제한, ⑧ 상품특성 등이 있다. 이와 같은 사항들은 마케팅 코스트에는 문제가 되는 것이다. (2) 시장의 지리적 특성 ― 판매지역설정에 중요한 조건이 되는 것이며, 이에는 ① 기후·지세·지질, ② 생활양식·인구·소득수준·도시와 지방의 요인, ③ 판매거점 등을 고려해야 한다. (3) 상품의 판매방법·판매경로·판매기관 ― 판매지역의 설정에는 중요한 요인이 된다. 즉, 판매방법을 우편판매·방문판매·직매점판매 중 어느 것으로 하느냐에 따라 지역이 제한되고, 판매경로를 기존의 판매중개기관을 통하느냐 아니냐에 따라 지역이 상이하며, 판매기관도 그 규모·신용도·경쟁·입지조건에 따라 판매지역 설정이 문제가 된다. (4) 경영의 수지(收支)관계 ― 판매지역 설정에 주된 요인이 되는 것이다. 즉, 판매지역을 확대함으로써 수지면에서 기업경영에 기여할 것이냐 아니냐에 의해 판매지역을 확대하거나 축소하게 되므로 경영의 수지관계는 지역설정에 중요한 요인이 되는 것이다.

## 판매분석
판매실적에 관한 각종 자료를 여러 가지 관점에서 분석하는 것으로, 판매수량·판매고·판매비용·판매이익을 제품종류별·판매지역별·판매부문별·판매원별·기간별·판매방법별·지불조건별로 분석하는 방법이다. 예를 들면 제품종목별 분석에서는 각종 제품의 판매수량 및 판매금액, 제품종목의 매상 총이익과 매상 총이익률·회전율·판매비·매상순이익 및 순이익률 등을 분석하는 것이다.

### 판매계약
판매자의 신청과 구매자의 합의(合意)로써 판매계약이 성립되는데, 계약에 필요한 사랑은 다음과 같다. ① 거래당사자의 주소(소재지) 명칭·대표자명(회사명), ② 거래대상 상품의 명칭, ③ 품질·성능·상태 등을 명확하게 한다. 업계용어·표준규격이 있을 경우에는 이를 사용하고 일정용어가 없을 때는 견본을 제시하고 '견본과 같이'라는 용어를 사용하여 대상 상품을 명확히 한다. ④ 가격을 명확히 한다. 판매 단가와 총액을 분명히 할 필요가 있다. ⑤ 판매수량을 명확히 명시하여 단위수량인가 총수량인가를 분명히 해야 한다. ⑥ 계약시기·상품인도 시기를 명확히 한다. ⑦ 대금결제 방법, 대금지불 시기를 분명히 한다. 현금거래·외상판매·할부판매 등에 따라 지불조건이 상이하기 때문에 내용을 분명히 해야 한다. ⑧ 인도장소를 분명히 하여 판매자 창고도(倉庫渡)·구매자 상점도·화차적재도·갑판도 등을 명시하여야 한다. ⑨ 위험부담의 조항, 거래에 수반하는 위험을 판매자 부담인가 또는 인수자 부담인가를 명확히 한다. ⑩ 보증의 상황, 기타 거래에 무수한 특약조건이 있는 경우에는 이를 명확히 해야 한다. 예를 들면 거래에 있어서 수량 할인이 있다든가 가격할인 조항이 있는 경우 특약사항은 애매한 표현을 써서는 안 된다. ⑪ 수입인지 날인의 사항, 법률로 정하여져 있는 금액 이상의 것에 대해서 수입인지와 날인을 잊지 않도록 유의해야 한다.

## 외교판매
외교판매(外交販賣)는 판매원이 고객을 직접 방문하여 구매를 권유하는 상품판매법이다. 고객을 방문, 집적 권유한다는 점에서는 행상과 마찬가지이나, 행상이 스스로 판매상품을 휴대하고 방문하는 데 비하여 외교판매는 신분증 및 견본이나 카탈로그만를 지참하고 가정 또는 직장을 방문, 구두로 권유하여 주문을 받은 다음 상품은 별도 배달한다.

## 판매업체의 종류
- 백화점
- 양판점
- 편의점
- 슈퍼마켓
- 할인점
- 전문점
- 개인 상점
- 음식점

## 같이 보기
- 판매 (회계)
- 소매
- 마케팅
- 브랜드